# Ephesia butleri
Ephesia butleri là một loài bướm đêm trong họ Erebidae.